# Сторчевский сельский совет (Новониколаевский район)
Сторчевский сельский совет (укр. Сторчівська сільська рада) — входит в состав
Новониколаевского района
Запорожской области
Украины.
Административный центр сельского совета находится в 
с. Сторчевое.

## История
- 1943 — дата образования.

## Населённые пункты совета
- с. Сторчевое
- с. Берестовое
- с. Богдановка
- с. Ивановское